# Madisonville, Kentucky
Madisonville är en stad (city) och administrativ huvudort (county seat) i Hopkins County i delstaten Kentucky, USA. 2010 hade staden 19 591 invånare.